# Continuous Liquid Interface Production
Das CLIP-Verfahren (englisch Continuous Liquid Interface Production) ist ein proprietäres 3D-Druck-Verfahren, das Photopolymerisation verwendet, um glatte, feste Objekte aus Kunstharz in einer Vielzahl von Formen herzustellen. Es wurde von Joseph DeSimone, Alexander und Nikita Ermoshkin und Edwad T. Samulski erfunden und war ursprünglich von EiPi Systems lizenziert. Es wird heute (2018) von der Firma Carbon weiterentwickelt.

## Verfahren

Das CLIP-Verfahren verwendet ultraviolettes Licht, um ein photosensitives Kunstharz zu härten, während der herzustellende Gegenstand nach oben aus dem Harzbad gezogen wird

Der kontinuierliche Prozess beginnt in einem Behälter, gefüllt mit photosensitivem Kunstharz. Der Boden des Behälters ist teilweise transparent für ultraviolettes (UV-) Licht. Ein UV-Lichtstrahl wird durch den Boden auf das Harz gerichtet, und präzise auf die Fläche fokussiert, in der das Harz aushärten soll. Der zu druckende Gegenstand wird von einer Plattform so langsam aus dem Harz gezogen, dass das flüssige Harz im Behälter nachfließen kann. Der Boden des Objekts und des Behälters bleiben so immer mit flüssigem Harz bedeckt, das durch den UV-Strahl weiter gehärtet werden kann. Eine sauerstoffdurchlässige Membran ist unter dem Harz angebracht, und erzeugt eine dead zone (eine flüssig bleibende Übergangsphase), die das Harz daran hindert, sich am Boden des Reservoirs abzulagern und zu polymerisieren.
Anders als bei der Stereolithographie ist der Druckprozess kontinuierlich. Die Erfinder beanspruchen für den Prozess eine bis zu 100 mal kürzere Druckzeit als bei anderen 3D Druckmethoden. Der Geschwindigkeitsgewinn entsteht dadurch, dass nicht ein wandernder UV-Fokus verwendet wird, sondern dass die gesamte Bodenfläche gleichzeitig bestrahlt wird, so ähnlich wie bei einer Filmprojektion.

## Geschichte
Das CLIP-Verfahren ist in zwei Patenten beschrieben und war zu der Zeit, als das Originalpatent eingereicht wurde, ein Akronym für Continuous Liquid Interphase Printing. Ein Artikel mit detaillierten Beschreibungen zur Forschung der Entwickler wurde in der Zeitschrift Science veröffentlicht. Bei einem TED-Talk im März 2015 wurde von DeSimone der Prototyp eines 3D-Druckers vorgestellt, der mit dem CLIP-Verfahren einen vergleichsweise komplexen Gegenstand in weniger als zehn Minuten drucken konnte. DeSimone führte als Inspiration für die CLIP-Technik eine Szene aus Terminator 2 – Tag der Abrechnung an, in der ein Roboter aus der Zukunft (der „T-1000“), bestehend aus einer flüssigen Metalllegierung, in der Lage ist seine Gestalt zu ändern.